# شيرلي ميلر
شيرلي ميلر (بالإنجليزية: Shirley Miller)‏ هي محامية جامايكية، ولدت في 30 أغسطس 1937 في بورت ماريا ‏ في جامايكا.